# プリティーポリー
プリティーポリー (Pretty Polly) はイギリスの競走馬。おもな勝ち鞍はイギリス牝馬クラシック三冠。牡馬を相手に15連勝した。「Peerless Polly（天下無双のポリー）」の異名を持つ。G1競走のプリティーポリーステークスの由来になっている。

## 経歴

### デビュー前
プリティーポリーは1901年にアイルランドのアイアフィールド・ロッジ牧場で生まれた。生まれた直後から美しい栗毛の馬体をしており、生産者のユースタス・ローダは直ちに「麗しいポリー (Pretty Polly) 」と名付けられた。
デビュー前の1歳秋に生産牧場の1歳馬を集めて3ハロンの模擬レースを行れたがプリティーポリーだけは騎手にじゃれついていくら叱りつけてもスタートラインに並ぼうとしない。仕方なく、プリティーポリーだけ除いてローダがスタートの合図をしたところ、それを見ていきなり駆け出し、他馬を追い抜きあっさり先頭に立つという優れたパフォーマンスを見せた。ゴールまで来て騎手がいくら手綱を引いて、命令を聞かずやっと停まったのはさらに数ハロン走ってからで、それを見ていた人達は口を揃えて「なんというアバズレだろう。全く恐ろしい奴だ。」と舌を巻いた。ニューマーケットのペーター・ジルピン調教師の厩舎に入るが同師からの評価は低く、後日こう述べいてる。「アイルランドの牧場での第一印象は、ただなんとなく力のありそうな馬らしいと思った程度だ。これを大したものだと評価する奴がいたら、お前には全く馬を見る目が無いなァと、笑いとばしてやろうと思っていた。」ローダはプリティーポリーの能力を高く評価し、デビュー前に1000ギニーとオークス、さらにセントレジャーステークスの出走登録を行った。

### 競走馬時代
プリティーポリーは1903年6月にサンダウン競馬場でデビュー、ドミニオン2歳レース(10頭立ての5ハロン)で、本命に挙げられたのは後にダービーステークスで2着になったジョンオーガントだった。レースはバリヤーが上がると真っ先に飛び出したプリティーポリーが2着に10馬身の着差をつける勝利を収めた。このあとチェヴァリーパークステークス、ミドルパークプレート（のちの二冠馬セントアマントに3馬身の着差をつけた）など1200メートル以下のレースを8連勝し、9戦9勝でこの年のシーズンを終えた。
翌1904年、プリティーポリーはステップレースに出走することなく1000ギニーに出走した。1200メートル以下のレースにのみ出走していたことで、1600メートルの距離をこなすことができるか疑問視する向きもあったが、1分40秒のレコードタイムを記録して優勝すると続く2400メートルのオークスも逃げきり勝ちし、秋には約2900メートルのセントレジャーステークスでヘンリーザファースト、同年の二冠馬セントアマントらを追い込みで破り牝馬クラシック三冠を達成した。2000ギニーとダービーに登録していたら五大クラシックを総舐めする偉業を達成していたであろうとローダが地団駄を踏んで悔しがったという。
セントレジャーステークスのあとパークヒルステークスを優勝しデビュー15連勝を達成。この記録は現在でもリボーの16連勝に次ぐ記録で、ブリガディアジェラードに並ぶ20世紀ヨーロッパ第2位の記録である）。
セントレジャーの快勝を見てローダはプリティーポリーのフランス遠征を決心。出走するコンセイユミュニシパル賞(12ハロン)は賞金は英貨換算で約4000ポンドとセントレジャーで得た4626ポンドより安く、遠征理由について尋ねられるとこう答えたという。「賞金なぞ問題ではない。私は、ただポリーが勝つところが見たいのだ。ポリーの負け戦を見せつけられるくらいなら、40000ポンドの罰金を払う方がましだ。」
英仏海峡を渡るまで輸送が順調だったがブーローニュ港からパリへ貨車で運ぶのに便宜を図ってもらおうとして同行していたジルピンは駅の係員に100ポンドの賄賂を渡す。しかし、係員は貰う物さえ貰ったら後は知らんという男で便宜を図らず、予定を遥かに遅れて到着したのは出走する数時間前になるもオッズ2.5と絶対の本命に推された。レースはプリティーポリーより10ポンド軽いハンデで人気薄のフランス馬プレストが飛び出し、プリティーポリーは3番手に付く。ゴール前3ハロンでプレストより3馬身後方遅れて2番手に上がって仕掛けるが、プレストも懸命な逃げに差を詰められないまま、2馬身半の2着。プリティーポリーに騎乗したメイハーは判断が悪かったと罵られたが抗弁した。「負けたのはポリーに実力が無かったからだ。馬場が重く、ペースも速かった。始めの四分の三は作戦通りだった。しかし、鞭をいれてからも、ポリーは応えてくれなかったのだ。それで私はプレストがバテるのを待つほかなかった。しかし、プレストはバテなかったのだ。ポリーは確かに偉大な馬だと思う。しかし、決してステイヤーではない。」調教師のジルピンはただ一言呟いた。「ポリーは長旅で疲れていた。」この年最後に出走したフリー・ハンデ・スイープ・ステークス(10ハロン)でセントアマントと再戦し勝利。
翌1905年は、初戦のコロネーションカップをレコードで勝ったものの目標としていたアスコットゴールドカップを前に故障を発症し休養を余儀なくされた。秋には復帰しチャンピオンステークスやライムキルンステークスを優勝。ジョッキークラブゴールドカップはセントレジャーより長い18ハロンだったが、始めから全力で逃げ、後半はやや脚色が鈍り、後続馬に迫られるがバチュラーズバットンに半馬身差をつけて辛くも逃げ切り勝ち。バチュラーズバットンの鞍上はフランス遠征時にプリティーポリーに騎乗したメイハーだったがレース後こう語っている。「全く惜しい事をした。フランスでの私の言葉が正しかったのを実証出来なかったのがとりわけ残念だった。未練がましいようだが、あと1ハロンあったら、絶対ポリーに勝てたと思う。」
翌1906年もアスコットゴールドカップを目標に据え、マーチ・ステークスとコロネーションカップの2レースを勝ち、当日は本命に推された。レースはプリティーポリーを執拗にマークしたバチェラーズバットンにゴール前で交わされ1馬身差の2着に敗れた。このレースでバチェラーズバットンの鞍上は去年と同じメイハーで、以前述べた「ポリーは確かに偉大な馬だと思う。しかし、決してステイヤーではない。」「あと1ハロンあったら、絶対ポリーに勝てたと思う。」と距離の長いレースへの適性の無さを、2マイル半（約4000メートル）のアスコットゴールドカップにおいてみずからの手でそのことを証明する結果となった。バチェラーズバットンの健闘は観衆の大部分に称えず、ポリーの勝利を邪魔したいやらしい振舞いとなじった。アスコットゴールドカップのあと故障を発症し、競走馬を引退した。獲得賞金は37297ポンド。

### 繁殖牝馬時代
引退後は生まれ故郷のアイアフィールド・ロッジ牧場で繁殖牝馬となったが、発情が弱く、はじめの2年間は不妊が続き、翌年は双仔を流産した。1911年に初仔が産まれ、1924年までに合計10頭（牡6頭、牝4頭）。
勝馬となったのは合計4頭で三流レースのみで、最多の8勝を挙げたクラックナンマンの1着賞金を合計しても、1勝した牝駒ポリーフリンダーズの賞金より少なく母が稼いだ賞金の1割満たず。勝馬となったのは4頭の合計勝鞍は12、賞金は6687ポンドだった。牡馬の産駒をみると、クラックマンナンが1926年に日本へ輸出され、リーディングサイアー級の成功を収めている。牝馬の産駒はモリーデスモンド（父デスモンド）がアイルランドで2頭のクラシック勝馬を出し、繁殖牝馬として優秀な成績を収め、プリティーポリーの子孫は大きく勢力を伸ばした。その結果ファミリーナンバーによる分類において、プリティーポリーを始祖とする牝系子孫は、現在では14号族のc分枝として独立分類されている。1925年に引退。晩年の1931年には歯が悪く、飼葉を噛めなくなり、衰弱の末に屠殺銃で安楽死処分された。遺体はアイアフィールド・ロッジ牧場のスペアミントの墓近くに埋葬された。

## プリティーポリーのファミリーライン
5代母のシャペロンは競走馬時に何度も改名した小柄な牝馬で小さなレースで2勝して繁殖入り後の成績もさっぱりだった。4代母ウォールフラワーもその一頭で、丈夫だけが取得という貧相な牝馬で短距離レースで1勝。3代母のアイプリーザーは脚がひん曲がっていてレースに使えず未出走で2歳から繁殖入りし、ほとんど1年ごとに牧場を転々としていた。2代母のゲイズはレディ・オブ・ビューティ（美しいレディ）の別名を持ち美しい馬格だったがレースは2歳時に1戦して惨敗したのみ。
母は採点が厳しい者でもアラを探せない程完璧といっても過言ではない体躯を持っており、繁殖牝馬として必ず成功すると判断したローダに1歳セリで510ギニーでセリ落とされアドミレーションと命名された。ゲイズはアドミレーションを産んだ後、産まれたばかりの産駒と合わせて13ギニーで売買されている。アドミレーションは2歳時にリッチモンド・ステークスなど2走するもいずれも着外に終わり、翌年はアイルランドとイギリスのレースに出て1マイルのレースで1勝したのみで振るわず、4歳時も8戦1勝、5歳時にカラフで1戦して着外に終わり繁殖入り。死ぬまでの13年間で不受胎0で13頭(牡6頭、牝7頭)を産み、ローダ所有で当時の一流種牡馬のガリニュール、アイシングラス、デスモンド、スペアミントを付けられている。13頭中9頭は勝ち上がり、プリティーポリーは4番仔で父ガリニュールでは初子、全弟と全妹が5頭中3頭は勝鞍をあげた。牝系子孫には1960年代に日本で活躍した種牡馬ガーサントや、ヴェイグリーノーブルの父として知られるヴィエナ、プリティーポリーに並ぶ15連勝を達成したブリガディアジェラード、凱旋門賞を制し日本に種牡馬として輸出されたキャロルハウスらがいるが、何と言ってもプリティーポリーの血を世界に広めたのはニアークティックの母レディアンジェラの存在が極めて大きい。ちなみに日本の大種牡馬ノーザンテーストの母レディヴィクトリアもレディアンジェラの娘であり、レディアンジェラの濃いクロス(3×2)が特徴となっている。牝系図の主要な部分（太字はG1級競走優勝馬）は以下の通り。*は日本に輸入された馬。
- Pretty Polly 1901
  - Molly Desmond 1914 ---→モリーデズモンド系へ
    - Sarita 1924
      - Sister Sarah 1930 ---→シスターサラ系へ

  - Dutch Mary 1915
    - Duccia di Buoninsegna 1920
      - Delleana 1925
        - Dossa Dossi 1930
          - Dagherotipia 1936
            - Dinarella 1947
              - *ロザネラ 1953
                - *ワツオニア 1961
                  - マークリレコード 1969 
                    - クインテビエ 1984
                      - ドラゴンリリー 1992
                        - ビッググラス 2001（根岸S）

          - Durera 1939
            - Desublea 1948
              - Diviana 1957
                - *ドン 1966（仏2000ギニー）

        - Donatello II 1934（伊ダービー、ミラノ大賞典）

    - Sister Anne 1926
      - Fatimite 1941
        - Amaranthine 1946
          - Red Hot Poker 1955
            - Hot Dish 1960
              - *ゴールデンマー 1970
                - シユウザンローレル 1977
                  - ローズエントリー 1987
                    - マサラッキ 1993（高松宮記念、CBC賞、函館スプリントS、阪急杯）

                - サンキンハヤテ 1984（セントウルS、阪急杯、小倉3歳S）

  - Polly Flinders 1918
    - Arabella 1926
      - Annabel 1932
        - Bois de Boulogne 1943
          - Step Rock 1949
            - Umbella 1957
              - Twins 1964
                - Twitch Crown 1983
                  - Queen of Victory 1990
                    - Quendom 1997
                      - Invasor 2002（BCクラシックほか）

      - Gadabout 1934
        - Cyclorama 1946
          - *クリエイシヨン 1960
            - ケイリユウシンゲキ 1970（阪急杯、阪神牝馬特別）
            - ヨシノリユウジン 1974（スプリングS）

      - Participation 1942
        - Pagan Worship 1947
          - Crowned Queen 1962
            - Rigid Princess 1974
              - Princesse Timide 1980
                - *アドマイヤエール 1993
                  - アドマイヤスバル 2003（白山大賞典）

                - *スターキングマン 1999（東京大賞典、日本テレビ盃）

        - Participator 1960
          - Habituee 1971
            - Acclimatise 1980
              - ダービーキングダム 1992
                - ダービーレグノ 1998（新潟記念、シンザン記念）

    - Flinders 1931
      - Euston 1938
        - British Railways 1949
          - *アベイブリツジ 1958
            - タニノベンチャ 1971
              - カツラギエース 1980（ジャパンC、宝塚記念、毎日王冠）

  - Baby Polly 1924
    - Precious Polly 1937
      - Sea Parrot 1948
        - Vimelette 1960
          - Tuna 1969
            - *キャロルハウス 1985（凱旋門賞、フェニックスチャンピオンS、バーデン大賞）

### モリーデズモンド系
- Molly Desmond 1914
  - Lady Maureen 1920
    - Mauretania 1930
      - Montagnana 1937
        - *ガーサント 1949（仏2000ギニー、コロネーションSほか）
        - Flute Enchantee 1950
          - Luthier 1965（ジャック・ル・マロワ賞）

  - Sarita 1924
    - Sister Sarah 1930 ---→シスターサラ系へ
    - Camerita 1935
      - Miss Polly 1945
        - Polly Gilles 1959
          - Fille Sifflante 1965
            - Clanjingle 1980
              - *カプリッチョーサ 1988
                - ニシノブルームーン 2004（府中牝馬S）

    - Coronation Maid 1936
      - Tuliptime 1944 
        - *クヰーンスチユーリツプ 1955
          - ソウリユウ 1962（京成杯オータムH）

  - Molly Adare 1925
    - Queen Christina 1932
      - Eleanor Cross 1939
        - Ladycross 1944（ヨークシャーオークス）
          - Victoria Cross 1953 
            - La Marne 1967 
              - *アンナリビア 1977 
                - キリサンシー 1985（日経賞）

        - Three Weeks 1946
          - *トリーモス 1960
            - メイジシロー 1965（中山記念）
            - メイジポピー 1968
              - メイジガルボ 1973
                - ユーワキャンディー 1988
                  - シーズプリンセス 1994（ファンタジーS）

        - Royal Myth 1951
          - Laconia 1969
            - Val d'Erica 1978
              - Viavigoni 2001
                - *ヴェルダ 2006
                  - Vorda 2011（チェヴァリーパークS）
                  - プログノーシス 2018（金鯱賞）

      - Maintenon 1941
        - Eiluned 1953
          - Sweetness 1961
            - Sweetdric 1969
              - *セイリングビューティ 1976
                - ビューティーメイク 1989
                  - ダイワジェラート 2004
                    - エテルナミノル 2013（愛知杯）

                  - オメガフレグランス 2007
                    - オメガパフューム 2015（東京大賞典、帝王賞、アンタレスS、平安S）

    - Brazen Molly 1940
      - La Paiva 1956
        - Brigadier Gerard 1968（英2000ギニーほか）

#### シスターサラ系
- Sister Sarah 1930
  - Caerlissa 1935
    - Golden Kopje 1939
      - Molecomb Peak 1950
        - Arachne 1967
          - Idmon 1975
            - *エコルシュ Ecorche 1982
              - アドラーブル 1989（優駿牝馬、チューリップ賞）
                - エモシオン 1995（京都記念）

              - ノーザンレインボー 1990（中山大障害（春）、東京障害特別）
              - エアシャロン 1991
                - エアピエール 1996（佐賀記念）

          - Mythographer 1977
            - Heart of Joy 1987
              - *マイネルラヴ 1995（スプリンターズS、セントウルS、シルクロードS）

    - Marita 1942
      - Game of Chance 1947
        - Gaming Act 1955
          - *ネイテイヴデイーラー 1971
            - アメリカンノーザン 1977
              - フェートノーザン 1983（帝王賞、名古屋大賞典、東海菊花賞、全日本サラブレッドC、東海ゴールドC、ブリーダーズゴールドC）

      - Cascade 1951
        - Sun Splash 1963
          - *レイキヤツチヤー 1973
            - ビゼンセイリュウ 1977（七夕賞）

  - Lady Sybil 1940
    - Esquire Girl 1952
      - Sounion 1961
        - Media Luna 1981
          - Eva Luna 1992
            - Soviet Moon 2001
              - *ワークフォース 2007（エプソムダービー、凱旋門賞）

      - *ネヴアーヴエンチユアー 1957
        - ロイヤルベエンチヤ 1965
          - キクノホウラン 1971
            - リードワンダー 1978（きさらぎ賞）

        - タマネバー 1970
          - タマトップ 1977（金杯）

  - Sybil’s Sister 1943
    - Sybil’s Niece 1951
      - Great Niece 1956
        - Angela’s Niece 1961
          - Nangela 1965
            - Square Angel 1970
              - Kamar 1976
                - Jood 1989
                  - *ファンタスティックライト 1996（マンノウォーSほか）

              - Love Smitten 1981
                - Swain 1992（キングジョージ6世&クイーンエリザベスS）

      - Sybil's Comb 1958
        - *マツケンジーデルタ 1969
          - ダイナマッケンジー 1984
            - マイネルアムンゼン（エプソムC、新潟大賞典）

      - Great Nephew 1963（ムーラン・ド・ロンシャン賞）

  - Lady Angela 1944
    - Nearctic 1954
    - Lady Victoria 1962
      - *ノーザンテースト 1971（フォレ賞）

  - The Veil 1953
    - Novitiate 1959
      - Innocence 1968
        - Balidaress 1973
          - Desirable 1981（チェヴァリーパークS）
            - Shadayid 1988（英1000ギニー、マルセルブサック賞）

          - Park Appeal 1982（モイグレアスタッドS）
            - *アルヴォラ 1990
              - *ディクタット 1995（モーリス・ド・ゲスト賞、スプリントカップ）
              - ショウエイミズキ 1996
                - デヴェロッペ 2005
                  - クロコスミア 2013（府中牝馬S）

            - Cape Cross 1994（ロッキンジステークス）

          - Balistroika 1988
            - Russian Rhythm 2000（英1000ギニーほか）

    - Miss Melody 1970
      - Masarika 1981
        - Masskana 1988
          - Sulk 1999（マルセルブサック賞）
          - Eagle Mauntain 2004（香港C）
          - Dank 2009（ビヴァリーD・S、BCフィリー&メアターフ）

牝系図の出典：Galopp-Sieger

## プリティーポリーステークス
アイルランドのカラ競馬場ではプリティーポリーステークス (GI) が行われている。またイギリスのニューマーケット競馬場でも同名の競走（準重賞）が施行されている。

## 血統
父ガリニュールは1904 - 1905年イギリスのリーディングサイアー。
当時はセントサイモン系全盛で前後のリーディングサイアーはセントフラスキン、パーシモンなどセントサイモン系に占められていた。
ガリニュールはそれらに対抗していた数少ない種牡馬であった。
戦前に来日したガロンの父でもある。

### 血統表
| プリティーポリー (Pretty Polly)の血統（アイソノミー系 / Stockwell (Rataplan) 4･5×5･5=15.62%） | プリティーポリー (Pretty Polly)の血統（アイソノミー系 / Stockwell (Rataplan) 4･5×5･5=15.62%） | プリティーポリー (Pretty Polly)の血統（アイソノミー系 / Stockwell (Rataplan) 4･5×5･5=15.62%） | （血統表の出典）     | （血統表の出典） |
| 父 Gallinule 栗毛 1884                                                                        | 父の父Isonomy 鹿毛 1875                                                                       | Sterling                                                                                      | Oxford               | Oxford           |
| 父 Gallinule 栗毛 1884                                                                        | 父の父Isonomy 鹿毛 1875                                                                       | Sterling                                                                                      | Whisper              |                  |
| 父 Gallinule 栗毛 1884                                                                        | 父の父Isonomy 鹿毛 1875                                                                       | Isola Bella                                                                                   | Stockwell            | Stockwell        |
| 父 Gallinule 栗毛 1884                                                                        | 父の父Isonomy 鹿毛 1875                                                                       | Isola Bella                                                                                   | Isoline              |                  |
| 父 Gallinule 栗毛 1884                                                                        | 父の母Moorhen 鹿毛 1873                                                                       | Hermit                                                                                        | Newminster           | Newminster       |
| 父 Gallinule 栗毛 1884                                                                        | 父の母Moorhen 鹿毛 1873                                                                       | Hermit                                                                                        | Seclusion            |                  |
| 父 Gallinule 栗毛 1884                                                                        | 父の母Moorhen 鹿毛 1873                                                                       | Sister to Ryshworth                                                                           | Skirmisher           | Skirmisher       |
| 父 Gallinule 栗毛 1884                                                                        | 父の母Moorhen 鹿毛 1873                                                                       | Sister to Ryshworth                                                                           | Vertumna             |                  |
| 母 Admiration 栗毛 1892                                                                       | 母の父Saraband 栗毛 1883                                                                      | Muncaster                                                                                     | Doncaster            | Doncaster        |
| 母 Admiration 栗毛 1892                                                                       | 母の父Saraband 栗毛 1883                                                                      | Muncaster                                                                                     | Windermere           |                  |
| 母 Admiration 栗毛 1892                                                                       | 母の父Saraband 栗毛 1883                                                                      | Highland Fling                                                                                | Scottish Chief       | Scottish Chief   |
| 母 Admiration 栗毛 1892                                                                       | 母の父Saraband 栗毛 1883                                                                      | Highland Fling                                                                                | Masquerade           |                  |
| 母 Admiration 栗毛 1892                                                                       | 母の母Gaze 栗毛 1886                                                                          | Thuringian Prince                                                                             | Thormanby            | Thormanby        |
| 母 Admiration 栗毛 1892                                                                       | 母の母Gaze 栗毛 1886                                                                          | Thuringian Prince                                                                             | Eastern Princess     |                  |
| 母 Admiration 栗毛 1892                                                                       | 母の母Gaze 栗毛 1886                                                                          | Eye-Pleaser                                                                                   | Brown Bread          | Brown Bread      |
| 母 Admiration 栗毛 1892                                                                       | 母の母Gaze 栗毛 1886                                                                          | Eye-Pleaser                                                                                   | Wallflower F-No.14-c |                  |